# Carles Lluís Josep Maria d'Àustria
Carles Lluís Josep Maria d'Àustria (Schönbrunn, 30 de juliol de 1833 - Viena, 1896) Arxiduc d'Àustria, príncep imperial de Bohèmia i d'Hongria amb el tractament d'altesa imperial. Membre de la centenària Casa dels Habsburg.
Fill de l'arxiduc Francesc Carles d'Àustria i de la princesa Sofia de Baviera, Carles Lluís era net per via paterna de l'emperador Francesc I d'Àustria i de la princesa Maria Teresa de Borbó-Dues Sicílies i per línia materna del rei Maximilià I Josep de Baviera i de la princesa Carolina de Baden.
Educat a la rígida Cort d'Àustria al costat dels seus quatre germans, l'emperador Francesc Josep I d'Àustria, l'arxiduc Maximilià d'Àustria i l'arxiduc Lluís Víctor d'Àustria.
Carles Lluís es casà en tres ocasions. El primer matrimoni fou amb la princesa Margarida de Saxònia i se celebrà a Dresden el dia 4 de novembre de 1856. Margarida era filla del rei Joan I de Saxònia i de la princesa Amàlia de Baviera i era cosina germana de Carles Lluís. La parella no tingué fills, ja que Margarida morí el 15 de setembre de 1858 a Monza a l'edat de 18 anys.
El segon matrimoni de Carles Lluís fou amb la princesa Maria de l'Anunciació de Borbó-Dues Sicílies i se celebrà a Roma i fou ratificat a Venècia el dia 21 d'octubre de 1862. Maria de l'Anunciació era filla del rei Ferran II de les Dues Sicílies i de l'arxiduquessa Maria Teresa d'Àustria. La parella tingué quatre fills però la princesa napolitana morí l'any 1871.
- SAIR l'arxiduc Francesc Ferran d'Àustria, nat a Graz el 1863 i assassinat a Sarajevo l'any 1914. Es casà morganàticament amb Sofia Chotek von Chotkowa, creada duquessa von Hohenberg.
- SAIR l'arxiduc Otó d'Àustria, nat a Graz el 1865 i mort a Viena el 1906. Es casà amb la princesa Maria Josepa de Saxònia.
- SAIR l'arxiduc Francesc Carles d'Àustria, nat a Viena el 1868 i mort a Múnic el 1915. Es casà morganàticament l'any 1909 amb Bertha Czuber, filla del matemàtic Emanuel Czuber.
- SAIR l'arxiduquessa Margarida d'Àustria, nada el 1870 a Artstetten i morta a Gmunden el 1902. Es casà amb el duc Albert de Württemberg.

L'any 1873, l'arxiduc Carles Lluís contreia de nou matrimoni a Kleinheubach el dia 23 de juliol amb la infanta Maria Teresa de Portugal, filla del rei Miquel I de Portugal i de la princesa Adelaida de Löwenstein-Wertheim-Rosenberg.
- SAIR l'arxiduquessa Maria de l'Anunciació d'Àustria, nada el 1876 a Reichenau i morta a Vaduz el 1961.
- SAIR l'arxiduquessa Elisabet d'Àustria, nada a Reichenau el 1878 i morta a Vaduz el 1961. Es casà amb el príncep Alois de Liechtenstein l'any 1903 a Viena.

Com a germà viu més gran de l'Emperador, Carles Lluís va passar a ser l'hereu de l'Imperi Austrohongarès després de la mort del seu nebot, el príncep Rodolf d'Àustria a l'incident de Mayerling, el 1889. Es va publicar poc després de la mort de Rodolf que l'Arxiduc havia renunciat als seus drets successoris a favor del seu fill gran Francesc Ferran. No va ser així, i va ser l'hereu de l'imperi fins a la seva mort.
Carles Lluís morí del tifus l'any 1896 a Viena a la tornada d'un viatge per Palestina i Egipte, sembla que a causa de beure aigua contaminada del Jordà; la seva viuda moriria 48 anys després a la mateixa ciutat de Viena, a les acaballes de la Segona Guerra Mundial.